# Palazzo della Macina

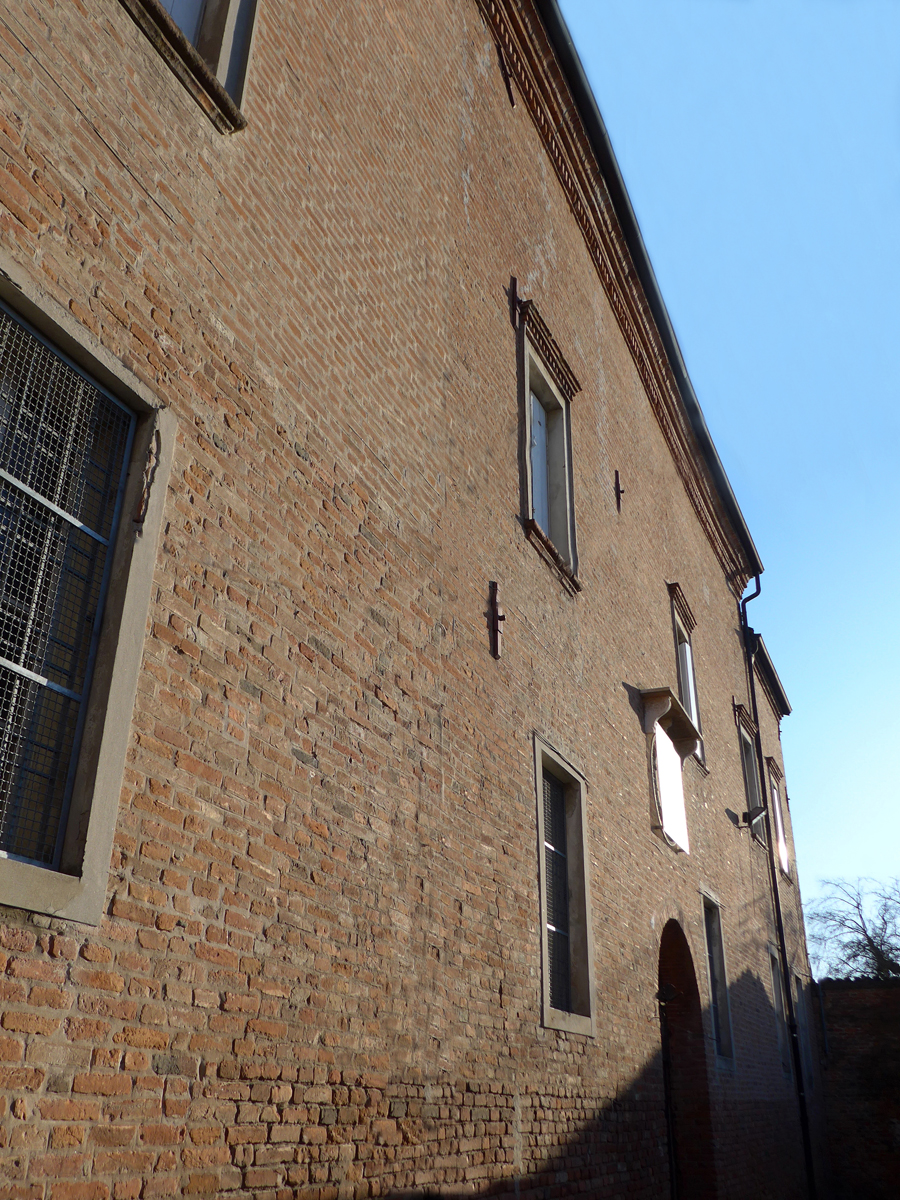
Fassade des Palazzo della Macina in Luzzara

Der Palazzo della Macina ist ein Palast aus dem 15. Jahrhundert in Luzzara in der italienischen Region Emilia-Romagna. Er liegt in der Via Avanzi.

## Geschichte
Der alte Palast der Gonzagas, der Herren von Luzzara, wurde um 1481 nach Plänen von Luca Fancelli errichtet. Ursprünglich bedeckte er zusammen mit seinen Nebengebäuden den gesamten Bereich südlich des Castello di Luzzara, zwischen der Pfarrkirche und dem heutigen Sitz der Gemeindeverwaltung, aber der Spanische Erbfolgekrieg, der in der Schlacht vom 15. August 1702 kulminierte, verschonte nur den heute noch zu sehenden Teil.
Nach dem Ende der Herrschaft der Gonzagas diente der Palast Jahrhunderte lang als öffentliches Gebäude, wurde später aufgegeben, blieb aber in staatlichem Besitz, wobei sich bis zur Einigung Italiens die Regierungen abwechselten. Der Name „Palazzo della Macina“ geht darauf zurück, dass im 18. Jahrhundert in dem besagten Palast die Steuer für die Mahlung (it.: macinazione) des Getreides erhoben wurde.
1952 wurde der Palazzo della Macina von der Kurie von Luzzara erworben und ging so in kirchlichen Besitz über. Er wurde umgebaut und beherbergte Mitte der 1960er Jahre einige Jahre lang die gemeindlichen Mittelschulen. Heute wird er als Oratorium und für verschiedene Zwecke der Kirchengemeinde genutzt.

## Beschreibung
Im Palast sticht auch die Loggia zum Innenhof hervor, die aus einer Vorhalle mit drei offenen, halbkreisförmigen Bögen besteht, die auf heute vermauerten Säulen ruhen. Zwei dieser Säulen, die mittleren, bestehen aus Marmor und ihre Kapitelle sind reich mit Blattwerk verziert, wogegen die anderen beiden Säulen aus Ziegelmauerwerk bestehen und nur ihre Kapitelle in Marmor gehalten sind und mit einfacheren Blattmotiven verziert sind. An der Fassade des Palastes, über dem Haupteingang, ist das Wappen der Gonzagas aus polychromer Keramik erwähnenswert, das von Luca della Robbia geschaffen wurde. Es ist kreisförmig und von Girlanden aus Pinienzweigen, dem Symbol der Fruchtbarkeit, umgeben. In den oberen Stockwerke findet man noch einige Spuren von Fresken, die aus schwarz-aschgrauen Bändern bestehen und einst die Holzdecken krönten, die verlorengingen.